# تجمع الغنى (رماة)
'

تعديل مصدري - تعديل

تجمع الغنى هو أحد التجمعات البدوية في عزلة رماة بمديرية رماة التابعة لمحافظة حضرموت، بلغ تعداد سكانها 106 نسمة حسب تعداد اليمن لعام 2004.